# Bayerotrochus diluculum
Bayerotrochus diluculum is een slakkensoort uit de familie van de Pleurotomariidae. De wetenschappelijke naam van de soort is voor het eerst geldig gepubliceerd in 1979 door Okutani.